# 莫尼加·阿里
莫尼加·阿里（英語：Monica Ali，1967年10月20日—）出生在孟加拉国达卡，是孟加拉裔英国作家和小说家。
2003年，她被《Granta》杂志选为“最优秀的年轻英国小说家”之一。她的处女作《砖巷》于当年晚些时候出版，该作品被列入布克奖的入围名单，这部电影改编自2007年的同名电影。她还出版了另外三部小说。

## 作品
- 砖巷（英语：Brick Lane (book)） (2003), Doubleday
- 阿连特茹蓝（英语：Alentejo Blue） (2006), Doubleday
- 在厨房里（英语：In the Kitchen (novel)） (2009), Doubleday
- 未知故事（英语：Untold Story (novel)） (2011), Scribner

## 延伸阅读
- Bentley, Nick, , Bentley, Nick  (编), , Edinburgh, UK: Edinburgh University Press: 83–93, 2008, ISBN 9780748624201.
- Benwell, Bethan; Procter, James; Robinson, Gemma. . New Formations: A Journal of Culture, Theory & Politics (Lawrence & Wishart). Winter 2011, 73: 64–90. doi:10.3898/NEWF.73.06.2011. Pdf. （页面存档备份，存于）